# 에티엔 1세
에티엔 1세(Étienne I, 1021년/1023년 6월 1일) 또는 에티엔 드 트루아(Étienne de Troyes)는 카롤링거 왕가의 분가 헤르베르투스 왕가 출신으로, 995년부터 트루아와 비트히(Vitry), 오모이의 백작이고, 상파뉴의 백작이었다. 다른 이름은 스테판 1세(Stephen I)이다.
아들라이데 혹은 알릭스라는 이름의 여성과 결혼했지만 후손은 없었다. 그는 현대 프랑스의 상파뉴 일대의 영지를 통치한 카롤링거 왕조의 분가 헤르베르투스 왕조의 마지막 인물이었다.

## 생애
뫼욱스와 트루아 백작, 비트히의 영주였던 헤르베르트 4세와 그의 아내 헤리바르트의 아들로 태어났다. 카롤링거 왕조의 이탈리아 왕 베른하르트 1세의 후손으로, 베르망두아백작 헤르베르트 2세의 아들 로베르 1세의 손자였다.
995년 아버지 헤르베르트 4세의 사망으로 그는 995년 또는 996년 트루아와 비트히(Vitry), 오모이의 백작, 캄파네의 백작직을 물려받았다. 그의 행적이나 영지 내에서의 통치에 대해서는 거의 알려지지 않았다. 에티엔과 그의 아내 아델라이드 또는 알릭스의 이름은 996년 상스의 세윈(Sewin) 주교가 프로뱅에 성 아이굴푸스(Aigulphus, 아이굴포(Aigulf) 또는 에율(Ayoul))의 시신과 유물을 찾았을 때의 관련 기록에 잠시 등장한다. 프랑스의 왕 로베르 2세가 라그니 수도원(Lagny Abbey)에 기부한 내용을 기록한 문서에도 그의 이름이 등장한다.
그는 아델라이드 또는 알릭스라는 여성과 결혼했지만 후손은 없었다.
1021년/1023년 6월 1일에 사망했다. 일설에는 1019년에 사망했다는 설도 있다. 사망 원인은 정확하지 않으나 사고사는 아니었던 것으로 추정된다. 그의 사망 날짜는 상스의 레토릭(Léotheric von Sens) 대주교의 편지에 나타나는데 블루아 백작 외드 2세 등은 그의 영지를 차지하기 위해 서로 싸웠다고 한다.

### 사후
그가 후계자가 없이 죽은 일로 프랑스의 귀족들은 서로 그의 영지를 차지하려고 전쟁을 벌였다. 프랑스의 왕 로베르 2세는 그의 가까운 친척을 찾던 중, 블루아의 외드 2세에게 영지를 넘겨주었다. 그러나 블루아의 외드 외에도 가까운 친척이 있었고, 블루아의 외드 2세는 프랑스의 왕 로베르 2세의 적이었고, 에티엔의 유산을 차지하기 위해 왕 자신에게 도전했는데, 어떤 이유로 그에게 영지가 넘기게 되었는지는 불명확하다.
블루아 백작 외드 2세의 친할머니 레드가르드 드 베르망두아는 에티엔의 증조부 헤르베르트 2세와 아델라 드 서프랑크의 딸로, 에티엔의 아버지 헤르베르트 4세의 고종 육촌이었다.

## 참고 자료
- Christian Settipani, La Préhistoire des Capétiens (Nouvelle histoire généalogique de l'auguste maison de France, vol. 1), Villeneuve d'Ascq, éd. Patrick van Kerrebrouck, 1993, 545 p. (ISBN 978-2-95015-093-6)

| 전임 헤르베르트 4세 | 모우 백작 995년 - 1021년/1023년 | 후임 블루아의 오도 2세 |

| 전임 헤르베르트 4세 | 트루아 백작 995년 - 1021년/1023년 | 후임 블루아의 오도 2세 |

| 전임 헤르베르트 4세 | 오모이 백작 995년 - 1021년/1023년 | 후임 블루아의 오도 2세 |

| 전임 헤르베르트 4세 | 비트리의 영주 995년 - 1021년/1023년 | 후임 블루아의 오도 2세 |